# Callerebia fasciata
Callerebia fasciata är en fjärilsart som beskrevs av Otto Staudinger 1887. Callerebia fasciata ingår i släktet Callerebia och familjen praktfjärilar. Inga underarter finns listade i Catalogue of Life.